# Жаба Бломберга
Жаба Бломберга (лат. Rhaebo blombergi) — крупный вид жаб, обитающий в Южной Америке. Видовое название дано в честь шведского естествоиспытателя Рольфа Бломберга, который в 1950 году обнаружил данный вид.

## Описание
Жаба Бломберга длиной до 25 см и массой около 3 килограммов, считается наряду с агой одним из самых крупных бесхвостых земноводных на Земле после шлемоголового свистуна и лягушки-голиафа.
Жабы неуклюжие, окраска их тела сверху светло-коричневая, кожа бородавчатая. Боковые стороны более тёмные, в то время как брюшная сторона светлая.

## Распространение
Вид обитает во влажных, тропических лесах на высоте от 200 до 550 метров на территории вдоль тихоокеанского побережья Колумбии и Эквадора.

## Образ жизни
Жаба Бломберга активна в сумерки и ночью. В период размножения жаба откладывает в воду от 15 до 80 тысяч икринок, собранных в длинные шнуры.